# ヴィニー・ポール
ヴィンセント・ポール・アボット（Vincent Paul Abbott, 1964年3月11日 - 2018年6月22日）はアメリカ合衆国テキサス州ダラス出身のドラマー、音楽プロデューサー。元パンテラと元レベル・ミーツ・レベル、元ダメージプランのダイムバッグ・ダレルの実兄である。2006年に結成したヘヴィメタルバンド、ヘルイェーのドラマーでもあった。
「ローリング・ストーン誌の選ぶ歴史上最も偉大な100人のドラマー」において26位。

## 概要
1981年に始動し、2003年に解散したヘヴィメタルバンド、パンテラのドラマーとして有名。実弟のダイムバッグ・ダレルもパンテラでギターを担当していた。

パンテラの解散後、ダレルと共にヘヴィメタルバンド、ダメージプランを結成して活動していたが、2004年12月8日、オハイオ州コロンバスの「アルロサ・ヴィラ」というナイトクラブでの公演中に、パンテラの熱狂的ファンの男に銃撃されるという事件が発生。この事件の際にダレルが頭に銃弾を受けて死亡。また、ヴィニーも肩に銃弾を受けている。
ダレルが死んだ事でダメージプランは活動停止（事実上の解散）となり、実弟の死によって長い間激しく落ち込んでいたが、2006年にヴィニーはマッドヴェインとナッシングフェイスのメンバーと共に、新バンドヘルイェーを結成した事を発表（2007年にベーシストのジェリー・モンタノが脱退し、後任に元ダメージプランのボブ・ジラが加入）。
また、ヘルイェーの活動以外にBig Vin Recordsという自身が立ち上げたレコード会社を経営していた。
2016年6月10日、コンサート終了後に銃撃され、死亡したクリスティーナ・グリミーについて、「とても悲しいし、失望してる。二度とこんな事は起きないと思ってたのに。なぜなら2004年にダレルが射殺された後、すべてのコンサート会場の運営者は、ありとあらゆる危険からアーティストを守るよう強く訴えかけたからだ。それなのに何も変わっちゃいなかった。今こそ何かの変革が必要なんだ」とインタビューに応じた。
2018年6月22日、拡張型心筋症および冠動脈疾患により逝去。54歳だった。

## 演奏スタイル
その見た目とは異なり、細かいフレーズも得意とする。大きいサイズのドラムセットを使い、ギターやベースの音に負けないパワフルでソリッドなドラミングが特徴。ヘヴィメタル等のジャンルにおいては、それまではバスドラムをベースと連動させることが主流であったが、バスドラムをギターに連動させることを主眼に置いたスタイルは当時としては新しく、よりスピード感とヘヴィ感を高める効果を生み出した。
パンテラ時代は、歪みの効いたギターサウンドに特にバスドラムの演奏が埋もれてしまうことを避ける目的から、ドラムヘッドに「トリガー」を取り付け、ミキサーを介し高域を極端に強調したかなり硬質な音色に設定してPAから出力することが多かった。
しかしながら、ヘルイェー時代以降は、トリガーの使用を控え、よりオーガニックな音色へとシフトしている。
彼のスタイルは現在も数多くのドラマーに影響を与えている。

## 機材
活動軌跡のビデオ映像によるとアルバム「俗悪」の頃（1992年）まではTAMAを使用。その後REMOのエンドーサーとなり、1995年にはMAPEX、1997年からPearl社製のドラムセットを使用していた。また、彼のモデルのスネアドラムは市販されている。2008年からはddrumを使用している。
スティックは、パンテラ時代に VIC FIRTHの5Bを使用しており、写真などを見ると棒状のようなものを使っているように見えるが、スティックのチップ部分をグリップして演奏するため、そのように見える。後に同社から発売された自身のモデルを使用。
- 5B
  - 型式:VIC-5B
  - 材質:ヒッコリー
  - 全長:407mm
  - 直径:15.1mm
- ヴィニー・ポールモデル
  - 型式:Vic – SVP
  - 材質:ヒッコリー
  - 全長:429mm
  - 直径:16mm

また、両手にグローブをつけて演奏していることも特徴の一つである。